# Paul Gast (Geodät)

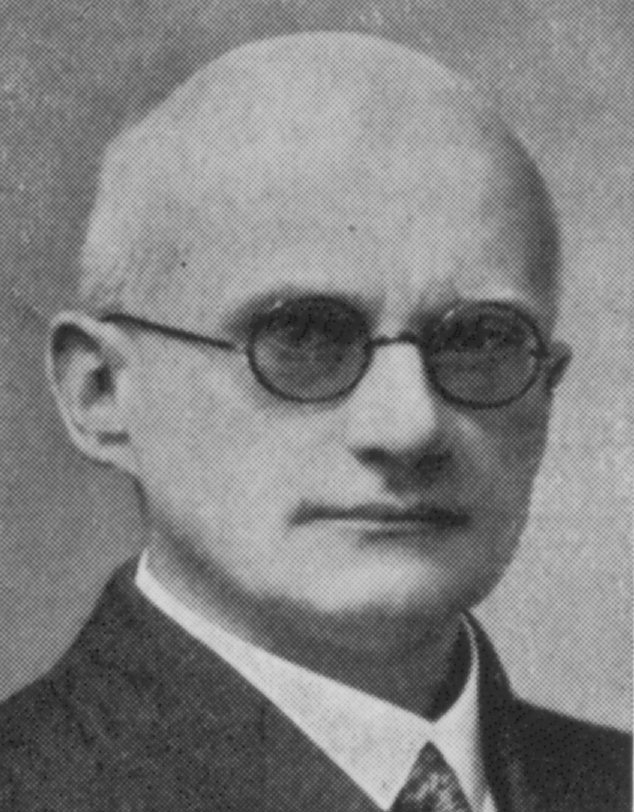
Paul Gast

Adolf Emil Paul Gast (* 1. September 1876 in Wiesbaden; † 19. August 1941 in Innsbruck) war ein deutscher Geodät und Rektor der RWTH Aachen. 

## Biographie
Nach seinem Abitur studierte Gast Landvermessung an der Landwirtschaftlichen Hochschule Berlin, wo er der Verbindung Saxonia a. d. Kette, dem späteren RSC-Corps Saxonia-Berlin beitrat, und an der Landwirtschaftlichen Fakultät der Universität Bonn. Im Jahr 1903 promovierte er an der Universität Heidelberg bei Wilhelm Valentiner und habilitierte sich bereits ein Jahr später an der Technischen Hochschule Darmstadt bei Paul Fenner. Hier lehrte er als Privatdozent die Fachbereiche Geodäsie, astronomische Ortsbestimmungen und praktische Geometrie mit Unterbrechungen bis 1911. Zwischenzeitlich wurde er von 1906 bis 1909 als Wissenschaftlicher Berater und Studiendirektor der Kriegsakademie für das Instituto Geográfico Militar (IGM) in Buenos Aires berufen und war dabei maßgeblich am Aufbau der dortigen trigonometrischen Netze beteiligt.
Anschließend folgte er einem Ruf an die RWTH Aachen, wo er mit Wirkung zum 1. März 1911 als ordentlicher Professor für Geodäsie und Nachfolger von Richard Schumann einen Lehrstuhl erhielt. Nach einer zweijährigen Unterbrechung während des Ersten Weltkrieges im Heeresdienst kehrte er wieder nach Aachen zurück und leitete als Nachfolger von Friedrich Klockmann in den Jahren von 1920 bis 1922 die Hochschule auch als deren Rektor. Anschließend verbrachte er einen zweiten Arbeitsaufenthalt in Argentinien, wo er sich jetzt verstärkt mit dem Aufbau des Vermessungswesens und mit weiteren mathematisch-geodätischen Studien beschäftigte, kehrte aber 1926 erneut nach Aachen zurück. Nur ein Jahr später übernahm Gast die Leitung des von ihm initiierten Geodätischen Instituts am Schneiderberg der Technischen Hochschule Hannover, welches er unter anderem mit einem astronomischen Observatorium ausstatten ließ. Dadurch schuf er in wenigen Jahren die Voraussetzungen für ein kompaktes geodätisches Vollstudium der Vermessungsingenieure. Weitere jetzt meist kürzere Auslandseinsätze folgten in unregelmäßigen Abständen und so entstand unter anderem eine terrestrische Photogrammetrie des Ramesseums in Ägypten. Ebenso beschäftigte er sich mit der Auswertung der trigonometrischen Vermessung des Alai-Pamir-Gebietes, die sein Privatdozent und nach Edwin Feyer übernächster Nachfolger Richard Finsterwalder 1928 durchgeführt hatte. 
Zum 1. Mai 1933 trat Paul Gast als einer der ersten hannoverschen Professoren in die NSDAP ein (Mitgliedsnummer 2.957.992). Bereits 1932 veröffentlichte er „Unsere neue Lebensform. Eine technisch-wissenschaftliche Gestaltung“. Dieses Werk wurde „als eines der stärksten weltanschaulichen Werke nationalsozialistischer Prägung neben Rosenbergs ‚Mythos des 20. Jahrhunderts‘“ bezeichnet. Im November 1933 unterzeichnete er das Bekenntnis der deutschen Professoren zu Adolf Hitler. 
Bis zum Jahr 1939 blieb Paul Gast in Hannover und starb zwei Jahre später in Innsbruck.

## Forschungsgebiet
Bereits früh forschte Gast auf dem Gebiet der Ausgleichrechnungen und der langen Polygonzügen und polygonal gemessenen Dreiecke und galt damit als Vorreiter der Trilateration und als Pionier der Photogrammetrie, die er 1930 in seinem Hauptwerk Vorlesung über Photogrammetrie detailliert darstellte. Im gleichen Jahr entwickelte er aus diesem Anlass heraus ein neues Gerät zur Überbrückung festpunktloser Räume durch Aerotriangulation, welches man damals als „Gastsche Optische Pyramide“ bezeichnete. Mit diesen neuen technischen Möglichkeiten versuchte er die Verbindung der Photogrammetrie und der Erdvermessung und auch die viel beachtete Überbrückung des Atlantischen Ozeans mittels Aerotriangulation zu bewerkstelligen.
Große Verdienste hatte sich Paul Gast darüber hinaus bei der Gründung des Deutsch-Südamerikanischen Instituts im Jahr 1912 in Aachen sowie 1930 bei der Mitbegründung des Ibero-Amerikanischen Instituts in Berlin erworben. Nebenbei beschäftigte er sich auch mit philosophischen Fragen wie beispielsweise über den Sinn der Technik und der Erweiterung eines neuen Weltbildes.

## Schriften (Auswahl)
- Die Technische Hochschule zu Aachen 1870-1920: eine Gedenkschrift. Aachen: La Ruelle'sche Accidenzdruckerei und Lith. Anstalt (Inh. Jos. Deterre), 1920.
- Gewichtsverhältnisse und Ausgleichung des polygonalen Dreiecks, in: Zeitschrift für Vermessungswesen Nr. 50, 1921.
- Vorlesung über Photogrammetrie, Johann Ambrosius Barth, Leipzig, 1930.
- Erweiterung unseres Weltbildes und Sinn der Technik, in: Zeitschrift des VDI, Nr. 76, 1932.
- Hypothesenfreie Bestimmung der Erdfigur mit neuen Hilfsmitteln, in: Zeitschrift für Geophysik, Nr. 9, 1933.
- Die optische Pyramide, ein neues Gerät für die Passpunktbestimmung in der Luftbildmessung, in: Bildmessung und Luftbildwesen, Nr. 9, 1934.